# 김해평야

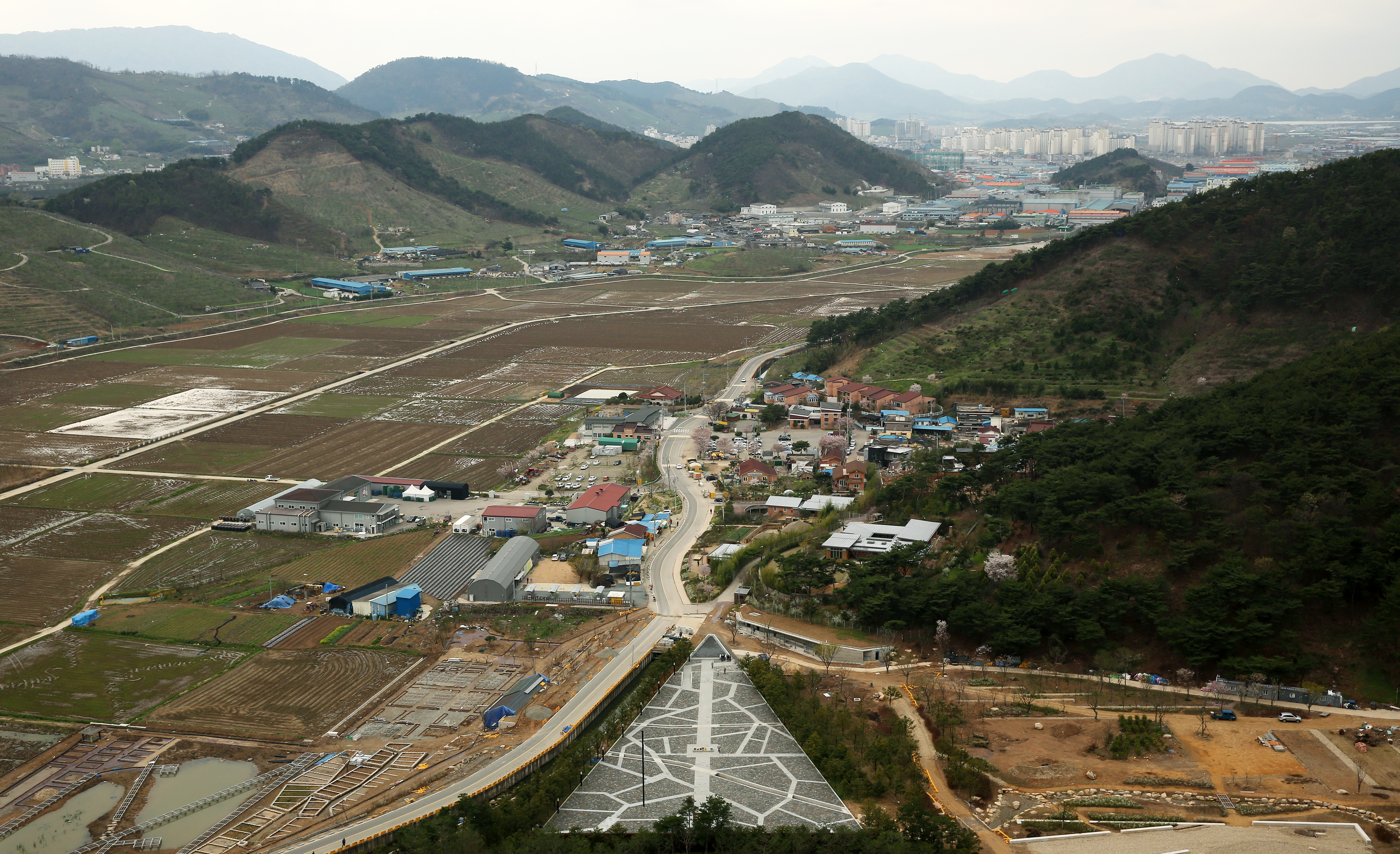
김해평야의 일부분

김해평야(金海平野)는 낙동강 하류의 낙동강 인근의 평야 지대를 가리키는 말로, 면적은 약 136 km2이다. 행정구역상으로는 부산광역시 강서구 대저동, 강동동, 명지동, 가락동 및 경상남도 김해시 칠산서부동(화목동·이동·강동·전하동·흥동·풍유동·명법동), 대동면 등에 걸쳐 있다.